# Тевельська сільська рада
Тевельська сільська́ ра́да (біл. Тэвельскі сельсавет) — адміністративно-територіальна одиниця у складі Кобринського району Берестейської області Білорусі. Адміністративний центр — село Тевлі.

## Склад
Населені пункти, що підпорядковувалися сільській раді станом на 2009 рік:
| Населений пункт | Тип  | Населення, осіб (2009) |
| --------------- | ---- | ---------------------- |
| Глинянки        | село | 261                    |
| Девятки         | село | 186                    |
| Завершшя        | село | 62                     |
| Залісся         | село | 79                     |
| Заужов'я        | село | 71                     |
| Ківатичи        | село | 25                     |
| Кліщі           | село | 12                     |
| Ластовки        | село | 97                     |
| Лищики          | село | 173                    |
| Малиші          | село | 58                     |
| Маці            | село | 78                     |
| Мерниця         | село | 28                     |
| Новосілки       | село | 11                     |
| Острово         | село | 97                     |
| Пестеньки       | село | 70                     |
| Ринки           | село | 16                     |
| Славне          | село | 11                     |
| Стасюки         | село | 28                     |
| Стригово        | село | 572                    |
| Тевлі           | село | 597                    |
| Черничне        | село | 3                      |

## Населення
За переписом населення Білорусі 2009 року чисельність населення сільської ради становила 2535 осіб.

### Національність
Розподіл населення за рідною національністю за даними перепису 2009 року:
| Національність            | Осіб | Відсоток |
| ------------------------- | ---- | -------- |
| білоруси                  | 2147 | 84,69 %  |
| українці                  | 220  | 8,68 %   |
| росіяни                   | 141  | 5,56 %   |
| поляки                    | 10   | 0,39 %   |
| німці                     | 7    | 0,28 %   |
| національність не вказана | 4    | 0,16 %   |
| литовці                   | 1    | 0,04 %   |
| молдовани                 | 1    | 0,04 %   |
| грузини                   | 1    | 0,04 %   |
| чуваші                    | 1    | 0,04 %   |
| греки                     | 1    | 0,04 %   |
| даргинці                  | 1    | 0,04 %   |
| Разом                     | 2535 | 100 %    |